# Ordinariato militar de Canadá
El ordinariato militar de Canadá (en inglés: The Roman Catholic Military Ordinary of Canada y en francés: Ordinariat militaire catholique romain du Canada) es una circunscripción eclesiástica latina de la Iglesia católica en Canadá, Inmediatamente sujeta a la Santa Sede. El ordinariato militar tiene al obispo Scott Cal McCaig, C.C. como su ordinario desde el 8 de abril de 2016.

## Territorio y organización
El ordinariato militar tiene jurisdicción personal peculiar ordinaria y propia sobre los fieles católicos militares de rito latino (y otros fieles definidos en los estatutos), incluso si se hallan fuera de las fronteras del país, pero los fieles continúan siendo feligreses también de la diócesis y parroquia de la que forman parte por razón del domicilio o del rito, pues la jurisdicción es cumulativa con el obispo del lugar. Los cuarteles y los lugares reservados a los militares están sometidos primera y principalmente a la jurisdicción del ordinario militar, y subsidiariamente a la jurisdicción del obispo diocesano cuando falta el ordinario militar o sus capellanes. El ordinariato tiene su propio clero, pero los obispos diocesanos le ceden sacerdotes para llevar adelante la tarea de capellanes militares de forma exclusiva o compartida con las diócesis.
La sede del ordinariato militar se encuentra en la ciudad de Ottawa, en el cuartel de la Canadian Forces Support Unit. No tiene catedral.
En 2020 en el ordinariato militar existían 22 parroquias.

## Historia
El vicariato castrense de Canadá fue erigido el 17 de febrero de 1951 con el decreto Materna Ecclesiae de la Congregación Consistorial, aunque los obispos militares católicos han servido al ejército canadiense desde 1939: el obispo Pembroke Charles Leo Nelligan (desde el 20 de septiembre de 1939 al 19 de mayo de 1945) y el Trois-Rivières Maurice Roy (desde el 8 de junio de 1946 hasta que se volvió el primer vicario castrense el 17 de febrero de 1951). La necesidad de nombrar un obispo solo se sintió durante la Segunda Guerra Mundial, mientras que los capellanes ya estaban representados desde la guerra de los Bóeres.
Mediante la promulgación de la constitución apostólica Spirituali Militum Curae por el papa Juan Pablo II el 21 de abril de 1986 los vicariatos militares fueron renombrados como ordinariatos militares o castrenses y equiparados jurídicamente a las diócesis. Cada ordinariato militar se rige por un estatuto propio emanado de la Santa Sede y tiene a su frente un obispo ordinario nombrado por el papa teniendo en cuenta los acuerdos con los diversos Estados.
En 1988 se aprobaron ad experimentum los estatutos del ordinariato militar, según lo dispuesto por Spirituali Militum Curae. El 30 de marzo de 2009 la Congregación para los Obispos otorgó la aprobación definitiva de los estatutos. Con permiso de la Santa Sede también se llama diócesis militar de Canadá (Diocèse militaire du Canada).
El 7 de septiembre de 2020 el portavoz de las Fuerzas Armadas de Canadá, el mayor Travis Smyth, reconoció que el capitán Jean El-Dahdouh, un capellán militar de la Orden Maronita con sede en Montreal, fue declarado culpable el año anterior de agresión y agresión sexual después de una serie de incidentes en el exclusivo Nordik Spa-Nature en Chelsea, Quebec. El 16 de noviembre de 2020 se hicieron públicos los documentos que las Fuerzas Armadas de Canadá buscaban mantener sellados durante 40 años. Los documentos revelaron que las fuerzas canadienses sabían que el capellán católico, el capitán Angus McRae, tenía víctimas antes de su condena por abuso sexual infantil en 1980 en su alojamiento en una base militar de Edmonton y les daba alcohol antes de agredirlas sexualmente.

## Estadísticas
De acuerdo al Anuario Pontificio 2020 el ordinariato militar en 2019 tenía 38 sacerdotes, 10 religiosos y 3 religiosas.
| Año                                                                             | Población            | Población | Población      | Sacerdotes | Sacerdotes    | Sacerdotes    | Bautizados por sacerdote | Diáconos permanentes | Religiosos | Religiosos | Parroquias |    |
| Año                                                                             | Bautizados católicos | Total     | % de católicos | Total      | Clero secular | Clero regular | Bautizados por sacerdote | Diáconos permanentes | Varones    | Mujeres    | Parroquias |    |
| ------------------------------------------------------------------------------- | -------------------- | --------- | -------------- | ---------- | ------------- | ------------- | ------------------------ | -------------------- | ---------- | ---------- | ---------- | -- |
| 1999                                                                            |                      |           |                | 37         | 33            | 4             |                          |                      | 2          | 4          |            | 22 |
| 2000                                                                            |                      |           |                | 41         | 37            | 4             |                          |                      |            | 4          |            | 22 |
| 2001                                                                            |                      |           |                | 41         | 37            | 4             |                          |                      | 2          | 4          |            | 21 |
| 2002                                                                            |                      |           |                | 39         | 36            | 3             |                          |                      | 2          | 5          |            | 21 |
| 2003                                                                            |                      |           |                | 11         | 8             | 3             |                          |                      | 1          | 4          | 2          | 22 |
| 2004                                                                            |                      |           |                | 37         | 35            | 2             |                          |                      | 1          | 3          | 2          | 22 |
| 2013                                                                            |                      |           |                | 41         | 40            | 1             |                          |                      | 7          | 1          |            | 22 |
| 2016                                                                            |                      |           |                | 19         | 16            | 3             |                          |                      | 10         | 3          |            | 23 |
| 2019                                                                            |                      |           |                | 38         | 35            | 3             |                          |                      | 10         | 3          |            | 22 |
| Fuente: Catholic-Hierarchy, que a su vez toma los datos del Anuario Pontificio. |                      |           |                |            |               |               |                          |                      |            |            |            |    |

## Episcopologio
- Charles Leo Nelligan † (20 de septiembre de 1939-19 de mayo de 1945 renunció)
- Maurice Roy † (8 de junio de 1946-12 de marzo de 1982 retirado)
- Francis John Spence † (14 de marzo de 1982-28 de octubre de 1987 renunció)
- André Vallée, P.M.E. † (28 de octubre de 1987-19 de agosto de 1996 nombrado obispo de Hearst)
- Donald Thériault (25 de marzo de 1998-8 de abril de 2016 renunció)
- Scott Cal McCaig, C.C., desde el 8 de abril de 2016